# Twój e-PIT
Twój e-PIT – usługa pozwalająca na rozliczanie deklaracji podatkowych, stworzona przez Ministerstwo Finansów. Została uruchomiona 15 lutego 2019.

## Opis programu
Twój e-PIT to usługa, dzięki której podatnik nie musi samodzielnie rozliczać deklaracji – wykonuje to za niego Ministerstwo Finansów, a ściślej Krajowa Administracja Skarbowa. Dostępna jest ona dla wszystkich podatników, którzy rozliczają deklarację PIT-37 i/lub PIT-38. W przyszłości Ministerstwo Finansów planuje wprowadzić obsługę dodatkowych deklaracji.

## Sposób działania
Podatnik chcący skorzystać z usługi Twój e-PIT musi zalogować się do systemu za pomocą numeru PESEL (lub NIP), daty urodzenia, kwoty przychodu za poprzedni rok podatkowy, kwot przychodu za rozliczany rok podatkowy oraz wartość podatku do zwrotu lub należną nadpłatę. Można również skorzystać z profilu zaufanego. Następnie podatnik ma wgląd do gotowych deklaracji przygotowanych wcześniej przez Ministerstwo Finansów. Program pozwala na edytowanie ewentualnych ulg i odliczeń oraz wysłanie PIT-u bezpośrednio do Ministerstwa Finansów. Podatnik po złożeniu deklaracji może pobrać urzędowe potwierdzenie odbioru (UPO).

## Kontrowersje związane z usługą
Po oficjalnej premierze, podatnicy napotkali na liczne problemy. Początkowo nie można było zalogować się do usługi, zarówno przez profil zaufany, jak i sposób logowania przedstawiony w serwisie. Kolejną kwestią był problem z deklaracją PIT-38. System w nieprawidłowy sposób wyliczał należny podatek. Jak zapewniało Ministerstwa Finansów, program miał pobierać dane historyczne i na ich podstawie wyliczać podatek, biorąc pod uwagę straty z lat ubiegłych.
W ogólnopolskich mediach pojawiła się również informacja o lukach w sposobie zabezpieczeń kont podatników. Odkryto, że program pozwala osobom trzecim na logowanie się do prywatnych kont. Media opisywały przykład, gdzie pracodawca, nawet były, może podglądnąć wszystkie dochody swoich pracowników.
Podatnicy nie mają obowiązku rozliczać się za pośrednictwem usług Twój e-PIT. W dalszym ciągu mogą korzystać z tradycyjnego składania PIT-u w urzędzie skarbowym lub korzystać z rozliczeń za pośrednictwem programów i usług, które są na rynku od ponad dekady. Usługa ministerialna nie gwarantuje podatnikowi szybszego zwrotu nadpłaty, ponieważ przepisy są ujednolicone dla wszystkich podmiotów.